# GET WILD DECADE RUN
「GET WILD DECADE RUN」（ゲット・ワイルド・ディケイド・ラン）は、TM NETWORKの29枚目のシングル。

## 制作

### GET WILD DECADE RUN
TM NETWORKが再始動するにあたり「『日本語による日本の曲』という巨大なマーケットが出来上がったときに、たまたま『Get Wild』が幾つかのアレンジ・リミックスを経て、時代を切り抜けてこれた。やはり『Get Wild』をまた今の音でやるのが、変化がわかりやすい」という小室の提案で「Get Wild」のリメイクとなった。
アレンジが大幅に変更され、Aメロのキーが1オクターブ低くなり、歌詞が小室により追加・変更され、曲の雰囲気も大幅に変更されており「DECADE RUN」だけでも何種類か別ヴァージョンがある。宇都宮隆は「音を聴いた瞬間『これは新曲だ』と思った位、原曲とはトライの仕方からリズムの取り方全てが違っていた」と語っている。
当時長らくプロデューサーに徹していた小室は「中々TMのメンバーとしての視点でのアイディアが湧かず、どうしたらいいのかわからなくなっていた」状態で制作したという。

### GET WILD DECADE RUN-112 CLUB MIX
「DECADE RUN」をさらにリミックスした「112 CLUB MIX」が制作された。CDとアナログ盤共に収録されている。

### IT'S GONNA BE ALRIGHT
ヴェルディ川崎 1st STAGE サポートソングとして起用され、実質的な再活動後の1曲目となる新曲。元々、木根尚登にヴェルディ川崎からサポートソングの依頼が来ていたが、これをTM NETWORKでやってはどうかという木根の提案により、TM NETWORKとしてのリリースとなった。

## ミュージック・ビデオ
ミュージック・ビデオ用に、最後のサビ以外はインストゥルメンタルにされたミックスも用意されており、アルバム『キヲクトキロク』には「DECADE RUN」のラフミックスの「99 Version」が収録されている。

## リリース
1999年7月22日に、SMEJ Associated RecordsのレーベルであるTRUE KiSS DiSCから発売された。
アナログ盤も発売され、CDには未収録の「GET WILD DECADE RUN」のインストゥルメンタル・バージョンが収録されている。その代わり、CDには収録されていた「IT'S GONNA BE ALRIGHT」のインストゥルメンタル・ヴァージョンはこちらには未収録となっている。2012年にリリースされた『ORIGINAL SINGLE BACK TRACKS 1984-1999』には、アナログ盤限定であった「DECADE RUN」のインストゥルメンタル・ヴァージョンが初CD化されている。

## 収録曲

### Maxi
| 全作曲・編曲: 小室哲哉。 |                                        |                      |            |      |
| #                        | タイトル                               | 作詞                 | 作曲・編曲 | 時間 |
| 1.                       | 「GET WILD DECADE RUN」                | 小室みつ子・小室哲哉 | 小室哲哉   | 6:59 |
| 2.                       | 「GET WILD DECADE RUN-112 CLUB MIX」   | 小室みつ子・小室哲哉 | 小室哲哉   | 6:50 |
| 3.                       | 「IT'S GONNA BE ALRIGHT」              | 小室哲哉             | 小室哲哉   | 4:29 |
| 4.                       | 「IT'S GONNA BE ALRIGHT-INSTRUMENTAL」 |                      | 小室哲哉   | 4:29 |
| 合計時間:                | 合計時間:                              | 合計時間:            | 22:47      |      |

### アナログ盤
| 全作曲・編曲: 小室哲哉。 |                                      |                      |            |      |
| #                        | タイトル                             | 作詞                 | 作曲・編曲 | 時間 |
| 1.                       | 「GET WILD DECADE RUN」              | 小室みつ子・小室哲哉 | 小室哲哉   | 6:59 |
| 2.                       | 「GET WILD DECADE RUN-112 CLUB MIX」 | 小室みつ子・小室哲哉 | 小室哲哉   | 6:50 |
| 合計時間:                | 合計時間:                            | 合計時間:            | 13:49      |      |

| 全作曲・編曲: 小室哲哉。 |                                      |           |            |      |
| #                        | タイトル                             | 作詞      | 作曲・編曲 | 時間 |
| 1.                       | 「GET WILD DECADE RUN-INSTRUMENTAL」 |           | 小室哲哉   | 6:59 |
| 2.                       | 「IT'S GONNA BE ALRIGHT」            | 小室哲哉  | 小室哲哉   | 4:29 |
| 合計時間:                | 合計時間:                            | 合計時間: | 11:28      |      |

## クレジット
- Produced, Performed : 小室哲哉
- DJ : DRAGON
- Guitar : 木村建
- Mixed : 小室哲哉
- Art Direction, Design : たけだゆか & MATT THAME
- Photography : 山内順仁

## 収録アルバム
GET WILD DECADE RUN
- キヲクトキロク ('99 Version)
- ALL the “Get Wild” ALBUM（オリジナルと112 CLUB MIXを収録）
- TM NETWORK ORIGINAL SINGLES 1984-1999
- TM NETWORK ORIGINAL SINGLE BACK TRACKS 1984-1999 (INSTRUMENTAL)
- GET WILD SONG MAFIA

IT'S GONNA BE ALRIGHT
- キヲクトキロク (TK Vocoder Version)
- Welcome to the FANKS!
- TM NETWORK ORIGINAL SINGLES 1984-1999
- TM NETWORK ORIGINAL SINGLE BACK TRACKS 1984-1999 (INSTRUMENTAL)